# Morimus
Morimus is een kevergeslacht uit de familie van de boktorren (Cerambycidae). De wetenschappelijke naam van het geslacht werd voor het eerst geldig gepubliceerd in 1835 door Audinet-Serville.

## Soorten
Morimus omvat de volgende soorten:
- Morimus asper (Sulzer, 1776)
- Morimus assamensis Breuning, 1936
- Morimus funereus Mulsant, 1862
- Morimus ganglbaueri Reitter, 1894
- Morimus granulipennis Breuning, 1939
- Morimus inaequalis Waterhouse, 1881
- Morimus indicus Breuning, 1936
- Morimus lethalis Thomson, 1857
- Morimus misellus Breuning, 1938
- Morimus orientalis Reitter, 1894
- Morimus ovalis Breuning, 1943
- Morimus plagiatus Waterhouse, 1881
- Morimus sexmaculipennis Breuning, 1961
- Morimus verecundus (Faldermann, 1836)